# Circonscription de Were'elu
La circonscription de Were'elu est une des 135 circonscriptions législatives de l'État fédéré Amhara, elle se situe dans la Zone Sud Wollo. Son représentant actuel est Abebaw Beqele Endre.